# Ajitwāl
Ajitwāl är en ort i Indien. Den ligger i distriktet Moga och delstaten Punjab, i den norra delen av landet, 300 km nordväst om huvudstaden New Delhi. Ajitwāl ligger 227 meter över havet och antalet invånare är 5 922.
Terrängen runt Ajitwāl är mycket platt. Runt Ajitwāl är det tätbefolkat, med 411 invånare per kvadratkilometer. Närmaste större samhälle är Jagraon, 13,3 km öster om Ajitwāl. Trakten runt Ajitwāl består till största delen av jordbruksmark.